# Toyota Origin
Der Origin ist ein im Jahr 2000 von Toyota vorgestelltes PKW-Modell der Mittelklasse im Retrodesign. Vermarktet wurde das Modell ausschließlich in Japan. Auf Importwege haben es aber auch wenige Exemplare nach Hongkong geschafft.
Das Modell wurde auf Basis einer gemeinsamen Plattform der Modelle Toyota Brevis, Lexus IS und Toyota Progrès entwickelt. Ziel war, ein Modell in Reminiszenz an den Toyopet Crown RS von 1955 zu schaffen. Das Design wurde weitgehend beibehalten und nur in Details dem zeitgemäßen Stil angepasst.
Insgesamt wurden von Mai 2000 bis April 2001 1073 Origin hergestellt.
- Preis: ¥ 7,000,000
- Getriebe: Automatik (ECT-iE)
- Kraftstoffart: G
- Motor: 2JZ-GE
- Rahmen: GF-JCG17-BEPXF
- Länge: 4560 mm
- Breite: 1745 mm
- Höhe: 1455 mm
- Bodenfreiheit: 160 mm
- Radstand: 2780 mm
- Leergewicht: 1560 kg
- Wenderadius: 5,1 m
- Tankvolumen: 70 l
- cm³: 2997
- kW/PS: 158,13/215
- Zylinder: 6 DOHC
- Reifen: 195/65R15 91H